# Marlies Schild
Marlies Schild (n. 31 mai 1981, Admont, Stiria, Austria) este o schioară alpină austriacă, medaliată olimpică. A participat la 4 ediții ale Jocurilor Olimpice (2002, 2006, 2010, 2014) în care a câștigat 3 medalii de argint și o medalie de bronz.